# Aliens versus Predator
Aliens versus Predator, zkratkou AVP, je sci-fi počítačová hra typu FPS. Hru vyvinula společnost Rebellion Developments a vydala Sierra On-Line, Inc. roku 1999. Hra je založena na spojení Vetřelce a Predátora, jakožto dvou fiktivních mimozemských monster.
Hra se pro velký úspěch kritik dočkala pokračování pod názvem Aliens versus Predator 2, kterou vyvíjela společnost Monolith Productions a byla vydána v 2001.

## Postavy
Stejně jako stejnojmenná hra pro Atari Jaguar z roku 1994 i tato zachovala původní myšlenku možnosti výběru ze 3 hratelných postav – Vetřelce, Predátora nebo mariňáka USCM. Každá z postav pak má jiné cíle hry, jiné vlastnosti, schopnosti a samozřejmě zbraně.
Mariňák USCM není nikterak silný nebo rychlý, ale disponuje velkou řadou zbraní, plátovou vestou pro svou obranu a další výbavou, jako například světlice pro zlepšení viditelnosti v temných místnostech.
Predátor je vybaven známými zbraněmi z filmů, počínaje čepelemi na zápěstí, přes bodací kombohůl až po plazmové dělo. Díky své robustnosti snese skok z vyšší výšky než člověk, ale není tak rychlý jako vetřelec. V souboji mu pomáhají technologie jako Cloaking device pro zneviditelnění se nebo termovize.
Vetřelec samozřejmě nemá žádné jiné zbraně než své čelisti, pařáty nebo ocas. Je však velmi rychlý a navíc má schopnost lézt po stěnách a stropech a tak se dostat na jinak nepřístupná místa. Navíc dokáže vnímat vydávané feromony, a tak ihned rozeznat od sebe další vetřelce, predátory nebo lidi.

## Příběh
Příběhy jednotlivých ras se navzájem neovlivňují, ani neproplétají.
Jako vetřelec musí hráč nejprve ubránit své hnízdo před nájezdy mariňáků a ty poté pronásledovat na jejich únikovou kosmickou loď zvanou USS Ferarco. Když je aktivován sebedestrukční systém Ferarca, musí vetřelec najít únikový modul, který jej dopraví na základnu lidí, kde se setkává s mnoha dalšími vojáky, mariňáky a připravuje se zde také odlet lodi na Zemi. Ještě před naloděním se je nutné porazit dvojici Predátorů.
Jako voják USCM začíná na výzkumné stanici na planetě LV-426, která má úkol zkoumat kosmickou loď neznámé civilizace, se kterou se setkala posádka lodi Nostromo ve filmu Vetřelec (1979). Vetřelci útočí a hráč se musí probojovat skrz výzkumnou stanici, kterou následně musí zničit vypnutím chladicích ventilů. Voják ze základny uniká ve výsadkovém modulu a dostává se na stanici Odobenus, která krouží na oběžné dráze planetoidu. Zde se setkává opět s dalšími vetřelci, predátory, ale také s hybridem predátora a vetřelcem – predalienem. Na závěr musí hráč zničit královnu vetřelců.
Za Predátora hráč projde postupně 3 různé planety. Jako první úkol musí získat zpět kosmickou loď predátorů, kterou získali lidé a hlídá jí posádka jejich základny. Na základně jsou posléze uvolněni vetřelci a po zničení hybridního vetřelce Predátor uniká ve své lodi na planetu Fiorina 161 (známá z filmu Vetřelec 3). Nakonec se příběh přesouvá na domovskou planetu vetřelců, kde musí zabít jednak geneticky upravené Praetoriany a také královnu hnízda.

## Zlatá edice
Zlatá edice (anglicky: Gold Edition) hry Aliens versus Predator byla vydána roku 2000. Tato edice nabízí více úrovní pro každou rasu. Dále přinesla také šestnáct map pro Multiplayer a strategickou příručku.